# 金剛出入口
金剛出入口（こんごうでいりぐち）は、福岡県北九州市八幡西区にある北九州高速道路4号線の出入口。
隣接する馬場山出入口周辺が、馬場山交差点（国道200号・国道211号の交差）の影響で大変混み合うため、2005年3月に、北九州高速道路4号線から直方バイパスへのアクセスを考慮して、直方方面の出口のみ完成したが、2006年3月に馬場山方面への入口も完成した。
入口では料金収受をせず、自動発券機で通行券を受け取り、馬場山出入口の合併料金所で料金収受を行う。これは九州自動車道福岡方面から北九州高速道路に入る際に馬場山まで料金所がないためである。かつては北九州高速道路で唯一ETCゲートを採用していたが、2008年11月1日からは全ての料金所にETCレーンが設置されている。
当出口を通り過ぎると九州道・鞍手インターチェンジまで出口はない。

## 接続
- 直方バイパス（国道200号）

## 料金所

### 門司IC･小倉東IC・枝光･戸畑方面
- ブース数：2
  - ETC/一般：1
  - 一般：1

先述の通りここでは通行券を入手（ETC車は無線通行による入場記録の記入）し、この先の馬場山本線料金所で料金を支払うことになる。

## 周辺
- 星ヶ丘ニュータウン
- イオンモール直方
- 北九州市立木屋瀬中学校
- 三井ハイテック研修センター
- 星ケ丘幼稚園
- 北九州農業協同組合本店
- サールナート八幡(葬祭業)
- RYOKI北九州物流センター
- 明治屋産業(肉のびっくり市、毎週金、土、日曜日、月曜日が祝祭日開催)

## 隣
北九州高速4号線
(413) 馬場山出入口/馬場山料金所 - (414) 金剛出入口 - (4) 八幡IC（九州自動車道）